# Ofensiva de Erzurum
La ofensiva de Erzurum (en ruso: Эрзурумское сражение, Erzurumskoe srazhenie; en turco: Erzurum Taarruzu) o batalla de Erzurum (en turco: Erzurum Muharebesi) fue una importante ofensiva de invierno del Ejército Imperial Ruso de la Campaña del Cáucaso, durante la Primera Guerra Mundial, que trajo a la toma de la ciudad estratégica de Erzurum. Las fuerzas otomanas, en los cuarteles de invierno, sufrieron una serie de reveses inesperados que condujo a una victoria de los rusos. 

## Antecedentes
Después de la derrota en la batalla de Sarıkamış, los otomanos intentaron reorganizarse.
El genocidio armenio convirtió el aprovisionamiento de sus fuerzas en un problema debido a que se interrumpió el comercio con los armenios, que habían suministrado al ejército otomano. La expulsión de soldados armenios en batallones de trabajo y sus masacres empeoró todavía más el problema. Sin embargo, a lo largo de 1915, los sectores norteños de este frente se mantuvieron tranquilos.
A la vez, el final de la campaña de Galípoli liberó un número considerable de soldados otomanos; se designaron ocho divisiones otomanas de esta campaña al Frente del Cáucaso. Nikolái Yudénich, comandante del Ejército Ruso del Cáucaso, lo sabía y creía que podía lanzar una ofensiva antes de que estas divisiones estuvieran listas para la batalla. Tenía la esperanza de tomar la estratégica fortaleza de Erzurum, la más importante de la zona después de Trebisonda. La dificultad de esta campaña era que Erzurum estaba protegida por una serie de fortalezas situadas a las montañas cercanas en la ciudad.

## Las fuerzas

### Las fuerzas rusas
Los rusos tenían 130 000 soldados de infantería y 35 000 de caballería. Además, tenían 160 000 soldados a la reserva, 150 camiones de suministro, y 20 aviones de la escuadrilla aérea de Siberia.

### Las fuerzas otomanas
El alto mando otomano no pudo compensar las pérdidas de 1915, y estaban usando todos los recursos y mano de obra en la campaña de Gal·lípoli. Los IX, X y XI Cuerpos del ejército no podían ser reforzados, y los 1r y 5è Cuerpos expedicionarios fueron desplegados en la campaña de Mesopotamia, que no mostró señales de acabar pronto. El alto mando otomano, reconociendo la difícil situación en los otros frentes, decidió que esta región era de importancia secundaria.
En enero de 1916, las fuerzas otomanas eran de 126 000 hombres (de los cuales 50 539 eran soldados de combate). Había 74 057 fusiles, 77 ametralladoras y 180 piezas de artillería. Muchos cañones que tenían que defender la ciudad habían sido trasladados a Gal·lípoli para contrarrestar a las fuerzas británicas. Las armas que habían quedado en la región eran las más viejas y se encontraban en malas condiciones. Los soldados tampoco estaban en buenas condiciones debido a que sufrieron una alimentación inadecuada, como era típico de muchos soldados otomanos en este momento. Otra fuente afirma que había 78 000 soldados en esta región, quizás asociando el número de fusiles con los soldados reales.

## La ciudad de Erzurum
La fortaleza estaba bajo amenaza rusa, tanto desde el norte como por el este. Con las victorias, el ejército ruso había limpiado los accesos a Erzurum. Ahora, los rusos estaban planeando tomar Erzurum, un bastión fortificado. Erzurum estaba considerada como la segunda ciudad mejor defendida del Imperio otomano. La fortaleza estaba defendida por 235 piezas de artillería. Las fortificaciones de la ciudad la cubrían en un arco de 180° en dos sortijas. había 11 fuertes y baterías que cubrían la zona central. Los flancos estaban vigilados por un grupo de dos fuertes en cada flanco. Al 3r Ejército otomano le carecían soldados para colocarlos de manera adecuada al perímetro; además, había sufrido 10 000 bajas, 5 000 soldados cayeron prisioneros de los rusos y se habían perdido 16 piezas de artillería. 40 000 hombres habían buscado refugio en la fortaleza de Erzurum.
El 12 de febrero, los rusos tomaron el fuerte Kara-gobek. El 13 de febrero, los rusos continuaron sus ataques. El 14 de febrero, se capturó fuerte Tafet y los rusos penetraron a través de las defensas de la ciudad. El 15 de febrero, fueron evacuados los fuertes restantes que rodeaban Erzurum. Temprano por la mañana del 16 de febrero, los cosacos rusos fueron los primeros a entrar a la ciudad.
Las unidades otomanas se habían retirado con éxito y evitaron el cerco, pero las bajas ya eran altas. Los rusos capturaron 327 piezas de artillería. Las unidades de apoyo del 3r Ejército y alrededor de 250 heridos que estaban en el hospital de Erzurum fueron hechos prisioneros. Un reconocimiento aéreo reveló que los otomanos se retiraban. Mientras tanto, los restos del X y XI Cuerpo establecieron otra línea defensiva, a 8 km al este de Erzurum.

## Consecuencias

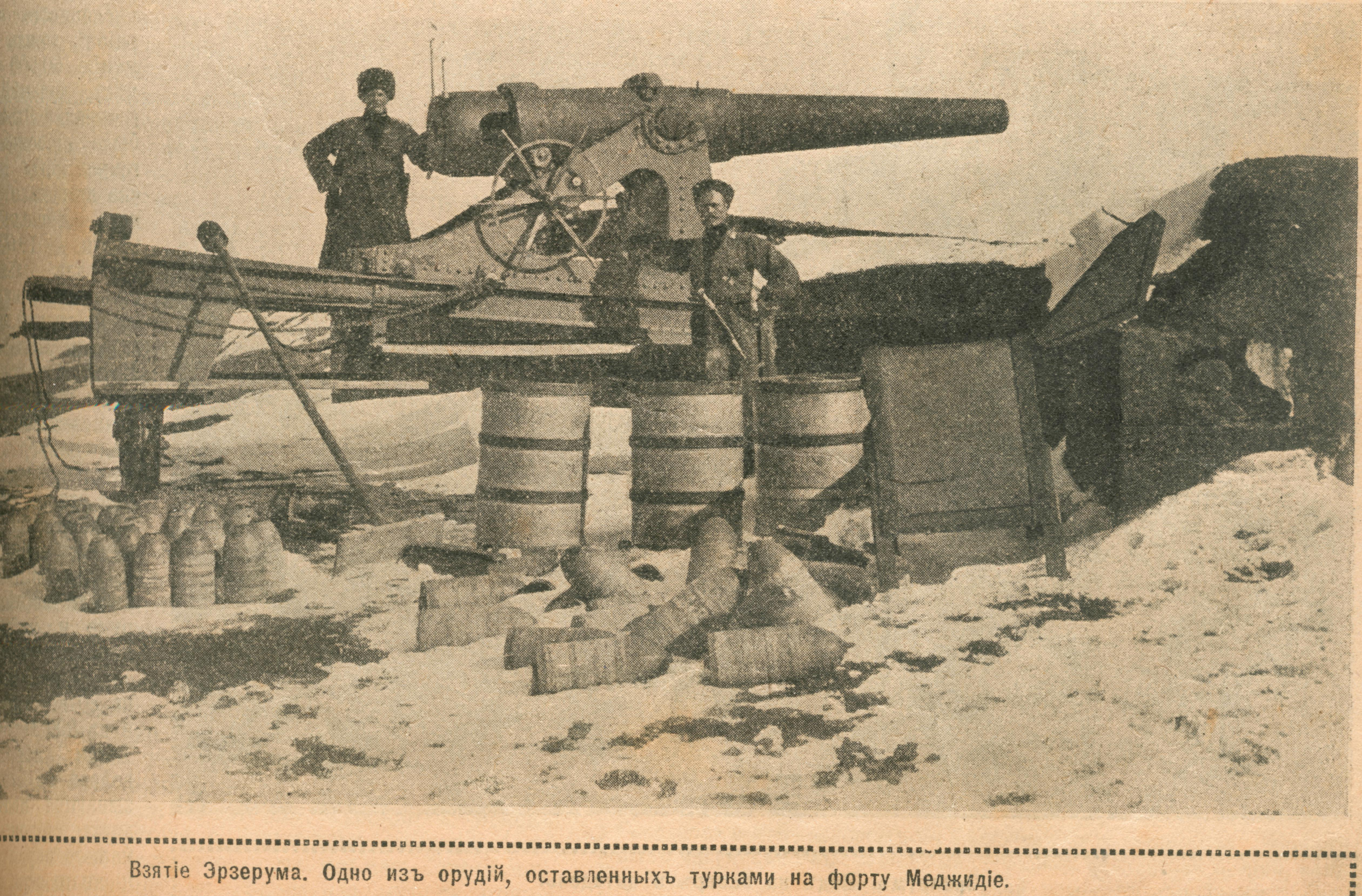
Soldados rusos delante de cañones otomanos capturados

Durante la presa de la ciudad, los rusos capturaron 9 banderas, 327 cañones, e hicieron 5 000 prisioneros. Los otomanos perdieron cerca de 10 000 hombres entre muertos y heridos; en general, durante toda la campaña, perdieron más de 17 000 soldados. Los rusos perdieron 1 000 muertos, 4 000 heridos, y 4 000 sufrieron los efectos de la congelación.

El Imperio Otomano no tuvo la oportunidad de disfrutar de la victoria de Galípoli. La pérdida de Erzurum cambió la atmósfera en un instante. El V Cuerpo (formado por la 10a y 13a división) se retiró de Galípoli. El 27 de febrero, Mahmud Kâmil fue sustituido por Vehip Panşa. Erzincan se convirtió en la nueva ubicación del cuartel general otomano. En aquel momento, el 3r Ejército únicamente tenía 25.500 hombres, 76 ametralladoras y 86 piezas de artillería preparados para el combate. Como resultado adicional de la campaña, Trebisonda cayó en abril.
Debido a la captura de Erzurum, el avance otomano hacia el Canal de Suez y Egipto se paró, y la fuerza expedicionaria británica en Mesopotamia ganó más libertad de acción.